# Kalimulla Szach
Kalimulla Szach (ur. ?, zm. ? w Ahmadangarze) – ostatni sułtan Dekanu z dynastii Bahmanidów w latach 1526–1527.
Próbował bezskuczecznie wyzwolić się spod wpływów wezyra Amira Barida, władcy Bidary. Zmarł na wygnaniu.
Sułtanat Bahamanidów rozpadł się ostatecznie ok. 1538 r.

## Literatura
- Kalimulla Szach, [w:] M. Hertmanowicz-Brzoza, K. Stepan, Słownik władców świata, Kraków 2005, s. 747.